# プログレスM-22M
プログレスM-22M （ロシア語: Прогресс М-22М）はロシア連邦宇宙局が2014年に国際宇宙ステーション（ISS）の補給のために打ち上げたプログレス補給船。NASAやJAXAではプログレス54や54Pとも称する。
プログレスM-22Mは6時間会合方式で打ち上げられた。プログレス-Mの改良型（11F615A60）の22機目であり、シリアル番号は422だった。

## 運用
プログレスM-22Mは2014年2月5日16時23分(GMT)にカザフスタンのバイコヌール宇宙基地から打ち上げられた。この打ち上げはロシアの2014年に入ってから初の打ち上げであった。
プログレスM-22Mは打ち上げから6時間弱の2月5日22時22分(GMT)に自動操縦でISSのピアースの結合部にドッキングした。
プログレスM-22Mはその後2ヶ月ほどISSとのドッキングを続け、2014年4月7日にドッキングを解除し、自由飛行で科学実験を行った後、4月18日に軌道離脱して処分された。

## 搭載貨物
プログレスは第38次長期滞在のクルーに2370kgの食料、燃料などの貨物と補給品を輸送した。

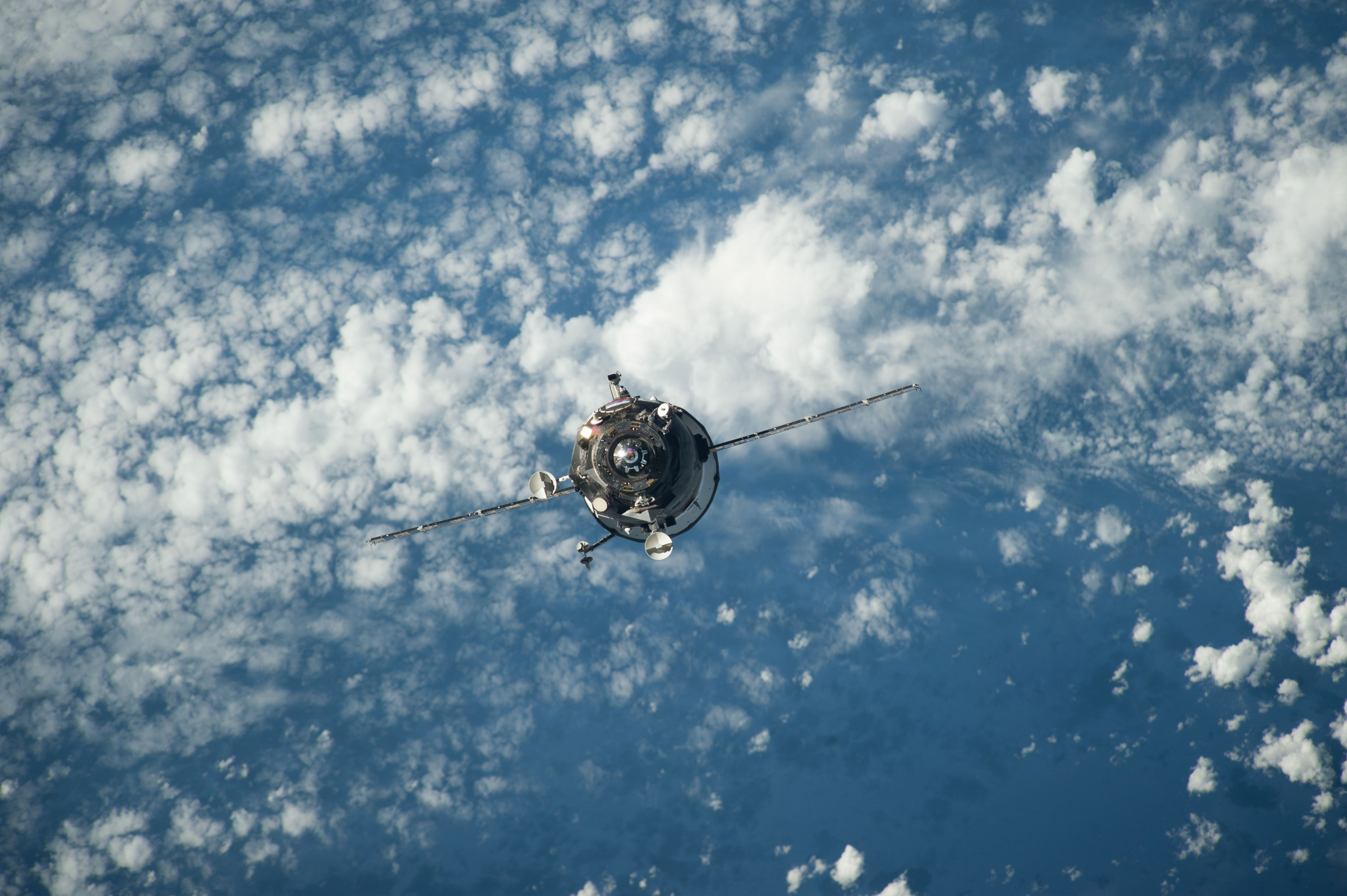
近接を行うM-22M